# Tommy TC Carlsson

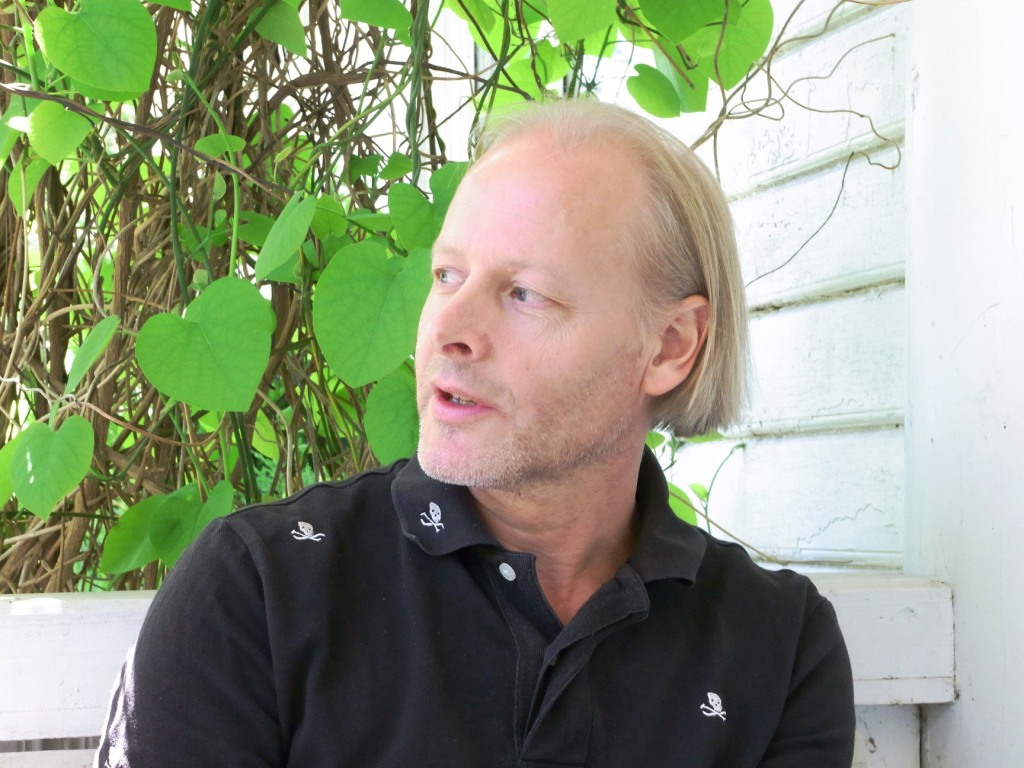
Tommy TC Carlsson im Sommer 2010

Tommy „TC“ Carlsson, auch Tommy „T. C.“ Carlson (* 12. Juli 1958 in Långasjö, Gemeinde Emmaboda, Schweden) ist ein schwedischer Maler des Realismus in der besonderen Ausprägung der Trompe-l’œil-Malerei mit Nähe zum Hyperrealismus. Grundlage seiner Ölgemälde und Lithografien sind die Techniken der niederländischen Stillleben-Maler des 17. Jahrhunderts. Er setzt diese ein, um der gegenständlichen Malerei auf eigene Weise Ausdruck zu geben. Sein persönlicher Stil ist geprägt von Objekten, deren räumliche Wirkung sie zu verselbständigen scheint. Das umfangreiche Werk von Tommy TC Carlsson wurde seit 1981 bereits in über 150 Ausstellungen gezeigt.

## Leben
Tommy Carlsson wurde 1958 in Långasjö, Schweden, geboren. Er wuchs mit seinem Bruder in der ländlichen Umgebung Südschwedens auf. Seine Eltern betrieben einen Kaufmannsladen, dessen Verkaufsraum Tommy Carlsson heute als Atelier nutzt. Die Provinz Småland erscheint in der Gegenwart als gepflegte Agrar- und Kulturlandschaft, bekannt durch Astrid Lindgren, die berühmten Glasbläsereien mit Künstlern wie Bertil Vallien und Ulrica Hydman-Vallien, Holzhandwerk, aber auch durch IKEA, das 1943 von Ingvar Kamprad gegründet wurde. Früher war Småland ein karges, felsiges Land, in dem die Menschen dem steinigen Boden das Notwendigste zum Leben abringen mussten. In der 2. Hälfte des 19. Jahrhunderts wanderte wegen der herrschenden Armut ein Viertel der schwedischen Bevölkerung nach Amerika aus, darunter auch Vorfahren von Tommy Carlsson. In Småland fand diese Auswanderungsbewegung ihren Ursprung, beschrieben unter anderem in dem Auswanderer-Epos des schwedischen Schriftstellers Vilhelm Moberg, einer Tetralogie, die von Jan Troell mit Liv Ullmann und Max von Sydow in den Hauptrollen verfilmt wurde. Musikalisch wurde dieses Thema in dem Musical Kristina från Duvemåla der schwedischen Musiker und ehemaligen ABBA-Mitglieder Benny Andersson und Björn Ulvaeus verarbeitet.
Die Umgebung und die Geschichte der Menschen dieses Landes, ihre Naturverbundenheit und ihre Fähigkeit zu harter Arbeit prägten die Malerei von Tommy Carlsson besonders in den ersten zwei Jahrzehnten seines künstlerischen Schaffens. Hier lernte er, zu sehen und wahrzunehmen. Er stellte Objekte des ländlichen Lebens und Arbeitens in den Mittelpunkt seiner Stillleben und malte Holzgeräte, die im 19. Jahrhundert zur Bearbeitung des kargen Bodens, aber auch zum Kampf von Bauern gegen Unterdrückung gedient hatten. Bereits 1974 erhielt Tommy Carlsson seine erste Auszeichnung. 1977 begann seine künstlerische Ausbildung an der Kunstschule Öland mit den Schwerpunkten Malerei, Zeichnen, Grafik und Skulptur. Beeinflusst vom Realismus, der seine ersten Werke prägte, setzte sich Carlsson mit dem Surrealismus auseinander. Er entschied sich jedoch für eine Darstellung seiner Objekte eng an der Realität, herausgehoben durch die Wahl und Zentrierung der Gegenstände, die Brillanz ihrer künstlerischen Abbildung und die freie Hintergrundgestaltung.
Carlsson nahm an verschiedenen Kunstwettbewerben teil und erhielt Preise und Auszeichnungen sowie ein Stipendium. Seit Beginn seines Schaffens verwendet er das Kürzel „T. C.“ als Signatur. Seit 1981 ist er an Gruppenausstellungen beteiligt, seit 1983 finden eigene Ausstellungen seiner Werke statt. Von 1988 bis 2015 wurde Tommy Carlsson durch die Hamburgerin Ellen Lippe unterstützt. Sie gestaltete 1990 die erste Ausstellung der Werke von Tommy Carlsson im Ausland, und zwar in Hamburg, mit großem Erfolg. Weitere von ihr gestaltete Ausstellungen in Hamburg schlossen sich in den Folgejahren an, jeweils mit Unterstützung des langjährigen schwedischen Generalkonsuls in Hamburg, Leif H. Sjöström, sowie in 2009 seitens des schwedischen Honorarkonsuls in Hamburg, Leif A. Larsson. 1996 folgte Carlsson einem Ruf des American Swedish Institute nach Minneapolis. Die künstlerische Präsentation der Arbeiten von Carlsson findet mittlerweile außer in Schweden in zahlreichen Ländern wie Deutschland, den U.S.A. und Großbritannien statt.
1987 heiratete er Anna Ståhl. Sie haben zusammen zwei Kinder, geboren 1989 und 1995. 1999 trennten sich Carlsson und Ståhl. Seit fast 20 Jahren lebt Carlsson nicht nur in Småland, sondern zeitweise auch in Stockholm mit seiner Partnerin Larissa Stenlander, einer Künstlerin. Carlssons Atelier befindet sich unverändert in Långasjö in seinem Elternhaus, er nutzt die Ruhe der heimatlichen Umgebung, die er über mehrere Jahrzehnte als wesentliches Element in seinen Werken erlebbar machte. Die Dynamik Stockholms und das Leben in einer skandinavischen Großstadt führten zu einer Veränderung der Motivwahl aufgrund anderer Impulse für Motive und Gestaltungsformen. Dabei ist die Nähe zum Hyperrealismus, die sich bereits in seinen frühen Arbeiten andeutete, unverkennbar.

## Werk
Tommy TC Carlsson erhielt schon mit 16 Jahren mit dem Preis des Emmaboda Kunstvereins seine erste Auszeichnung. Die künstlerische Grundausbildung erfolgte an der Kunstschule Öland in den Gebieten Malerei, Grafik, Zeichnung und Skulptur. Von Beginn an widmete Tommy Carlsson sich der Stillleben-Malerei. Er perfektionierte seine Maltechnik auf der Grundlage des Schaffens niederländischer Maler des 17. Jahrhunderts und schuf so die Basis für das Erlebnis der dreidimensionalen Wirkung seiner Ölgemälde. Dabei variierte er in den ersten Jahren die Objekte und Motive, bis sich Glasobjekte, Emaillebehältnisse, Blechgefäße, Früchte und Gemüse als Schwerpunkte herausbildeten. Diese wurden oft auf Holztischen und -stühlen, teilweise auf freiem Untergrund und vor zunehmend verschwimmenden Hintergründen präsentiert.
Carlsson experimentierte mit Licht und Schatten und wagte sich an schwierige Details wie spiegelndes Glas, reflektierendes Metall sowie Flüssigkeiten, Eidotter und deren Ausbildung in Tropfen. Gleichzeitig studierte er die Eigenschaften der von ihm verwendeten Farben, ihre Wirkung bei unterschiedlichen Lichtverhältnissen und den Einfluss von Licht und Alter, um sicherzustellen, dass ein gewünschter Effekt nicht nur im Augenblick der Erschaffung des Gemäldes eintritt, sondern auch über die Zeit erhalten bleibt.
Auf Basis dieser handwerklichen Perfektion veränderte Tommy Carlsson die Motive, ließ sie nicht mehr auf Hintergründen erscheinen, sondern machte sie zu Objekten. Die Leinwand selbst mit ihrer Oberfläche und ihren Seiten wird zum Objekt, zur Holzplatte, zum Schrank, zur Tür, zum Blechkasten, zur Metallplatte, zum Luftballon. Ihnen haften oft Zeichen des Gebrauchs quasi als Spuren des Lebens an, seien es Kratzer, Schrammen, Rost, Dellen oder Fingerabdrücke. Auf diese Weise sollen Objekte lebendig werden durch die Einflüsse, die das Leben, ihre Nutzung und die Zeit an ihnen hinterlassen haben. Ihre Kombination gibt seinen Werken surrealistische Züge.
Carlssons Ziel ist es, die Phantasie des Betrachters anzuregen. Diesem bleibt es überlassen, das Bild seine Geschichte erzählen zu lassen oder selbst darin eine Geschichte zu entdecken. Die Motivwahl lässt es zu, darin Symbole zu sehen und sie in ihrer Aussage zu interpretieren. Die Grenzen zwischen Realität und Fiktion verschwimmen, denn die gewollte Plastizität der Werke täuscht das Auge des Betrachters. Sie soll ihn irritieren, ihn veranlassen, andere Positionen der Inaugenscheinnahme einzunehmen, um eine vermeintliche Realität und Wahrheit zu entdecken. Carlsson überschreitet gewollt die Grenze zur Trompe-l’œil-Malerei und nimmt die historischen Traditionen auf, eine nicht vorhandene Räumlichkeit vorzutäuschen und Illusionen aufzubauen.
Neben dem deutlichen Schwerpunkt der Malerei in Öl, das als Werkstoff besondere Voraussetzungen bietet, naturalistische Wirkungen von Motiven zu ermöglichen, hat Carlsson auch verschiedene Lithografien erstellt, sämtlich nach dem Vorbild eigener Ölgemälde. Auch hier gelingt ihm die plastische, realistische Gestaltung.

## Malstil
Die Ölgemälde Carlssons fügen sich in eine lange Historie realistischer, naturalistischer und illusionistischer Kunstwerke ein, die bereits im Altertum begann. In der niederländischen Malerei des 17. Jahrhunderts wurde die Darstellung von Stillleben mit anspruchsvollsten Motiven im Mittelpunkt eines Werkes oder als Sujet einer größeren Komposition perfektioniert. Tommy Carlsson hat die dieser Kunstrichtung zugrunde liegende Maltechnik mit zahlreichen übereinander liegenden Farbschichten adaptiert. Zunächst wandte er diese Technik auf Objekte an, die – ähnlich früheren Stillleben – auf Flächen arrangiert wurden. Zunehmend konzentrierte er sich auf die Objekte selbst, verzichtete auf Hintergründe oder machte die Wand, auf der seine Gemälde hängen, zum Hintergrund seiner Objekte. Anders als in der seit Mitte des 20. Jahrhunderts entwickelten Objektkunst erklärt Carlsson nicht existierende Gegenstände zum Kunstobjekt, sondern schafft mit Leinwand und Ölfarbe Gemälde, die – und deren Motive – als eigenständige Gegenstände erscheinen.
Carlsson versteht sich als moderner Vertreter der Trompe-l’œil-Malerei, die im 17. Jahrhundert mit niederländischen Gemälden einen Höhepunkt erfuhr und auch von schwedischen Künstlern aufgegriffen wurde, seitdem aber immer wieder und bis heute die jeweils aktuelle Kunstszene belebt. Einige Werke Gerhard Richters sind besonders bemerkenswerte Beispiele für die lebendige Ausprägung der Trompe-l’œil-Malerei in der modernen Kunst. Die Täuschung des Betrachters findet bei Carlsson vielfältig und auf verschiedenen Ebenen statt. Schon die Leinwand selbst wird zum Werkstoff, zum Untergrund, wandelt sich zu einem anderen, gewollten Material. Die Spuren darauf erhöhen die Täuschung, sie schaffen die Illusion des Alters und der Abnutzung. Öffnungen erscheinen real, laden ein, hinein und hindurch zu schauen. Gegenstände scheinen greifbar zu sein. Illusion und Wirklichkeit konkurrieren miteinander. Dabei nutzt er seine Fähigkeit, fotorealistische Elemente in seine Arbeit einzufügen, und ist damit zu einem wichtigen Vertreter hyperrealistischer Malerei geworden, mit erkennbarer Nähe zur Pop Art.
Eine besondere Rolle spielt in den Werken von Carlsson der Humor. Wie ein Humorist jedes Wort bewusst wählt, bleibt in den Gemälden von Carlsson nichts dem Zufall überlassen. Es liegt beim Betrachter, die relevanten Details zu entdecken, die Aufschrift auf dem Bleistift, die Notiz auf dem an die Holzwand gepinnten Blatt, den Tropfen am Glas, die Kombination auf dem abgerissenen Zettel am Safe, das faserige Band, das einen bunten Ballon an einer Holzband fixiert.

## Auszeichnungen
- 1974: Preis des Emmaboda Kunstvereins
- 1983: Spezialpreis im Wettbewerb “Young Artists in Sweden”
- 1984: Stipendium der Kommune Emmaboda
- 1988: Zweiter Preis im Wettbewerb “Vecko Revyn – Dekorima”

## Ausstellungen
- Diverse Gruppenausstellungen seit 1981
- Beteiligung an der Art Fair Stockholm (2000 bis 2005) und der Art Fair Sollentuna (Schweden, 2006–2008)
- Beteiligung an der Hamburg Art Week 2011 und der Hamburg Art Week 2012

- Ca. 70 eigene Ausstellungen seit 1983
- Ausstellungen in Hamburg in den Jahren 1990, 1992, 1993, 1994, 1997, 2001 und 2009
- 1996 Ausstellung in „The American Swedish Institute“, Minneapolis (U.S.A.)
- insgesamt über 150 Einzel- und Gruppenausstellungen im In- und Ausland.[14]

## Kritische Würdigung und Rezeption
In den Werken von Tommy TC Carlsson treffen verschiedene Kunststile vergangener Epochen und der Gegenwart zusammen. Die Bezüge zum Realismus als einer Kunst auf der Basis sichtbarer Dinge sind unverkennbar, der Detailnaturalismus in der Darstellung wird in Carlssons Werken zum unbedingten Anspruch, was durchaus kritisch gesehen werden kann. Damit berührt Carlsson die Grenze zum Fotorealismus. Trompe-l’œil trifft seinen Stil als Ausprägung klassischer Stilrichtungen und stellt sein Werk damit in eine Tradition, die bis in die Moderne reicht, wie aktuelle Ausstellungen des letzten Jahrzehnts beweisen. Die symbolischen Bezüge seiner Arbeiten verbinden seine Werke mit Elementen des Symbolismus, der seinerseits in den Surrealismus mündete. Die Präzision der Darstellung seiner Objekte macht ihn zu einem Vertreter des Hyperrealismus, die Objektwahl und ihre Buntheit bringen ihn in die Nähe der Pop Art.
Über zwei Jahrzehnte zeigten die Werke Tommy Carlsson eine durchgängige Verbindung zu seinen Wurzeln, die in der Geschichte, der Landschaft und der Kultur Südschwedens gründen. Bezüge waren unverkennbar, sie drückten sich in seiner Motivwahl und der in seinen Bildern zu entdeckenden narrativen Elemente aus: Seien es der illegal im Wald gebrannte Beerenschnaps („Skogsstjärnor“, „Waldsterne“) oder das karge Mal mit Kartoffeln, Heringen und Wasser, aber auch die farblich üppige Darstellung von Früchten, mal reichlich, mal wenige, aber immer kostbar. Die zahlreichen in dieser Phase entstandenen Werke erhielten auf diese Weise eine über die Abbildung des Alltags hinausreichende Bedeutung. In einem traditionsbewussten Land wie Schweden spricht eine solche authentische, vom Land und seiner Historie geprägte Malweise Menschen in einer besonderen, eindringlichen Weise an. Diese Epoche im Werk von Tommy Carlsson weist ihm eine über die Kunst hinausreichende Bedeutung für Schweden zu. Mit diesen Arbeiten skizzierte er ein frühes Verständnis von Ökologie und Nachhaltigkeit und damit eine heute hoch aktuelle Werteorientierung.
In den letzten beiden Jahrzehnten tritt bei Tommy Carlsson das Objekt noch stärker in den Vordergrund. Es löst sich aus dem Rahmen der ersten Schaffensperiode, verselbstständigt sich und wird dadurch eigenständig. Dies mag in der Wahl von Stockholm als wesentlichem Aufenthaltsort begründet sein. Auch die Hintergründe seiner Werke haben sich seitdem verändert. Geblieben sind die hohe malerische Präzision und ihre hyperrealistische Wirkung.